# Viande de kangourou
 (juin 2014).
Si vous disposez d'ouvrages ou d'articles de référence ou si vous connaissez des sites web de qualité traitant du thème abordé ici, merci de compléter l'article en donnant les références utiles à sa vérifiabilité et en les liant à la section « Notes et références ».

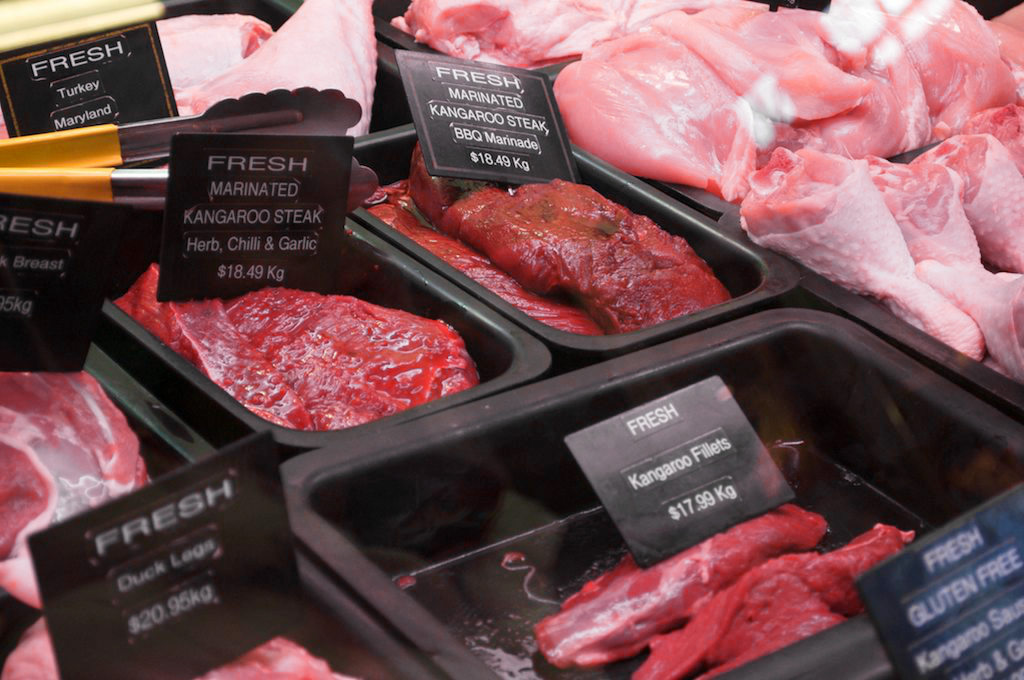
Viande de kangourou mise en vente au Queen Victoria Market à Melbourne.

La viande de kangourou est de la chair de kangourou consommée par l'Homme comme aliment. Elle provient de la chasse et de l'élevage de ces animaux endémiques de l'Australie. En 2002, entre 5,5 et 7 millions de kangourous ont été tués dans ce but, puis le quota est tombé à 3,5 millions en 2007. En 2008, 14,5 % des Australiens avaient mangé au moins quatre fois de la viande de kangourou dans l'année.